# Secondo grande risveglio

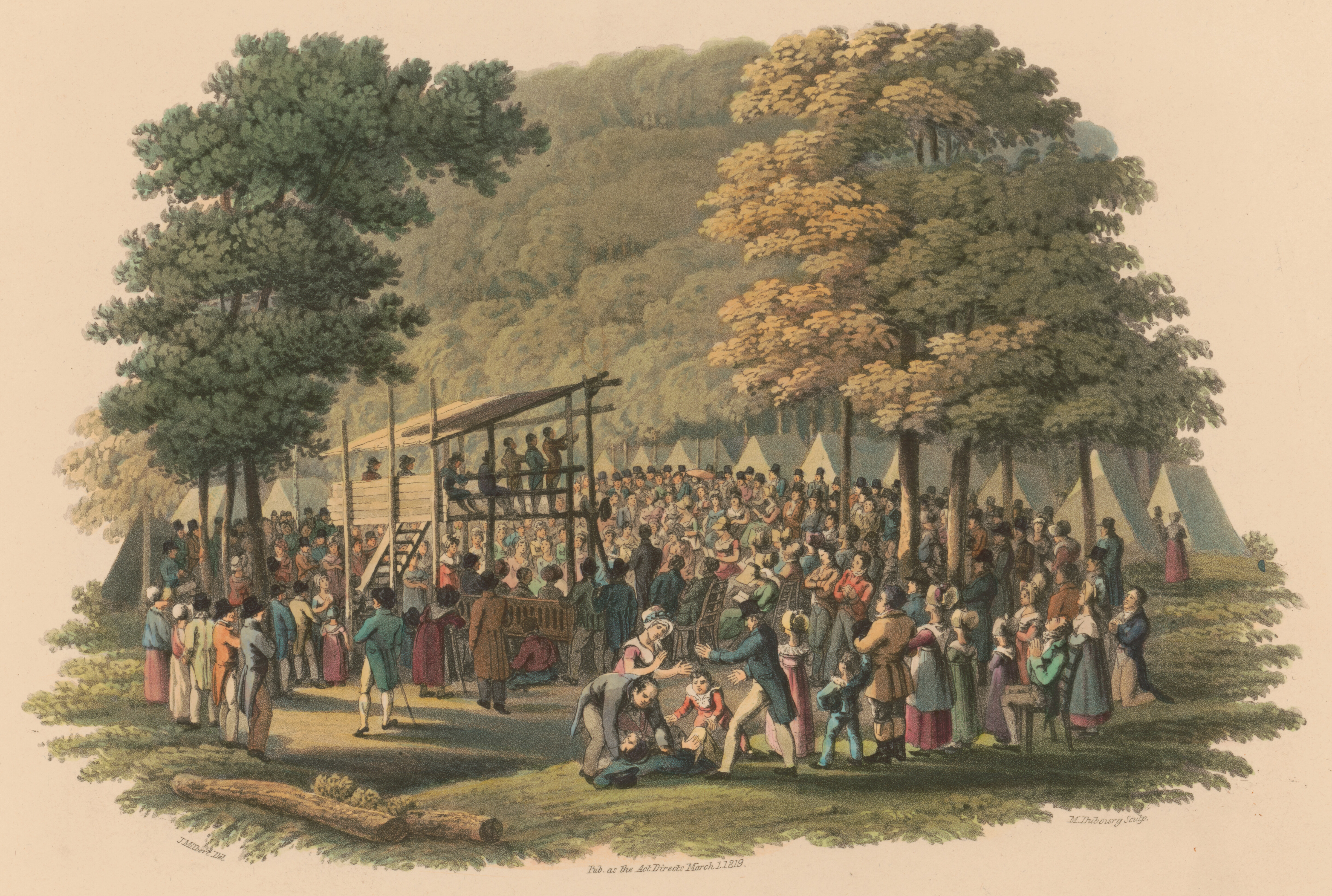
Un raduno metodista nel 1819 (incisione colorata a mano)

Il secondo grande risveglio fu un movimento di risveglio protestante nato all'inizio del XIX secolo negli Stati Uniti d'America. Il movimento prese forma intorno al 1790, sviluppandosi tra il 1800 e il 1820, con la rapida adesione di congregazioni battiste e metodiste i cui predicatori guidarono il movimento. Ottenne il suo picco verso la fine degli anni 1850. Esso rifletteva il romanticismo caratterizzato da entusiasmo, emozione e da un appello al soprannaturale. Respinse lo scettico razionalismo e il deismo dell'Illuminismo.
Il risveglio arruolò milioni di nuovi membri alle chiese evangeliche esistenti e portò alla formazione di nuove confessioni. Molti convertiti credevano che il risveglio avrebbe segnato una nuova era millenaria. Esso stimolò la creazione di molti movimenti di riforma volti a rimediare ai mali della società prima della prevista seconda venuta di Gesù Cristo.
Le persone all'epoca parlavano del risveglio; gli storici lo chiamarono secondo grande risveglio per differenziarlo dal primo degli anni 1730 e 1740 e dal terzo grande risveglio che andò dalla fine degli anni 1850 ai 1900. Questi risvegli facevano parte di un molto più grande movimento romantico religioso che stava dilagando in tutta Europa, soprattutto in Inghilterra, Scozia e Germania.

## Diffusione del risveglio

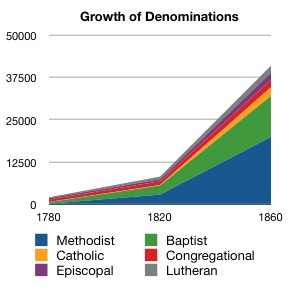
Numero di chiese locali per confessione nell'epoca pre guerra d'indipendenza americana.

### Antefatto
Come il primo grande risveglio di mezzo secolo prima, il secondo rifletteva i caratteri del romanticismo: entusiasmo, emozione e un richiamo al soprannaturale. Rigettava lo scetticismo, il deismo e il razionalismo lasciati in eredità dall'Illuminismo. Intorno alla stessa epoca, movimenti simili fiorirono in Europa. Il pietismo stava spazzando i paesi tedeschi. L'evangelicalismo incontrava forti problemi in Inghilterra.
Il secondo grande risveglio si realizzò in diversi episodi e con diverse denominazioni; tuttavia, i risvegli erano molto simili tra di loro. Come forma più efficace di evangelizzazione in questo periodo, gli incontri di risveglio oltrepassarono i confini geografici, e il movimento si diffuse rapidamente in tutto il Kentucky, in Tennessee e nell'Ohio meridionale. Ogni denominazione ebbe la possibilità di prosperare sulla frontiera. I metodisti avevano un'organizzazione efficiente che dipendeva da predicatori itineranti, conosciuti come circuit riders, che andavano a cercare le persone nei luoghi di frontiera remoti. I riders provenivano dalla gente comune, cosa che li aiutava ad instaurare un rapporto con le famiglie di frontiera che speravano di convertire.

### Teologia
La teologia del postmillenarismo dominò il protestantesimo americano nella prima metà del XIX secolo. I postmillennialisti credevano che Gesù Cristo sarebbe ritornato sulla terra dopo il "millennio", che poteva voler significare 1000 anni letterali o un figurativo "lungo periodo" di pace e felicità. I cristiani avevano quindi il dovere di purificare la società in vista di quel ritorno. Questo dovere, si estendeva oltre i confini americani per includere il sionismo cristiano. George Fredrickson sostiene che la teologia postmillennialista "è stata un impulso alla promozione di riforme progressiste, come gli storici hanno spesso fatto notare." Durante il secondo grande risveglio degli anni 1830, alcuni indovini previdero che il "millennio" sarebbe arrivato in pochi anni. Entro il 1840, tuttavia, il grande giorno si era allontanato verso un futuro molto remoto, e i postmillennialisti divennero una dimensione religiosa più passiva del più ampio ceto medio che perseguiva le riforme e il progresso.

### Burned-over district
Nei primi anni del XIX secolo, l'ovest di New York venne chiamato burned-over district a causa dei risvegli molto pubblicizzati che attraversavano la regione. Charles Finney, uno dei principali revivalisti attivo nella zona, aveva coniato il termine. Linda K. Pritchard utilizza i dati statistici per dimostrare che rispetto al resto dello Stato di New York, nella valle del fiume Ohio nel basso Midwest, e nel paese nel suo complesso, la religiosità del burned-over district era tipica, piuttosto che eccezionale.

### Ovest e sud Tidewater
Sulla frontiera americana le congregazioni evangeliche inviavano predicatori missionari nelle zone interne e di frontiera, per sostenere la crescita tra i metodisti e i battisti. Le tecniche dei revivalisti "erano basate sul raduno delle tradizioni scozzesi presbiteriane. La maggior parte degli immigrati scozzesi-irlandesi, prima della guerra d'indipendenza americana, si stabilirono nel retroterra della Pennsylvania e nella dorsale dei monti Appalachi.
Queste denominazioni erano basate su un'interpretazione di uguaglianza spirituale dell'uomo al cospetto di Dio, che li aveva portati a reclutare membri e predicatori da una vasta gamma di classi e da tutte le razze. I risvegli battisti e metodisti ebbero successo in alcune parti del Tidewater nel Sud, dove un numero crescente di piantatori, gente comune e schiavi si erano convertiti.

### Ovest
Nelle regioni di frontiera appena insediate, il risveglio fu attuato attraverso raduni collettivi. Questi spesso costituivano il primo incontro, per alcuni coloni, con la religione organizzata, ed erano importanti come sedi sociali. L'incontro era un servizio religioso con i predicatori, della durata di diversi giorni. I coloni in aree scarsamente popolate si riunivano in occasione delle riunioni comunitarie, oltre che per il culto. La pura euforia di partecipare ad un risveglio religioso, con folle di centinaia e forse migliaia di persone, ispirò la danza, le grida e i canti associati a questi eventi. Ai risvegli seguì un periodo di grande potere emozionale, con una particolare attenzione ai peccati individuali e alla necessità di rivolgersi a Cristo, restaurati da un senso di salvezza personale. Al loro ritorno a casa, la maggior parte dei convertiti, univano o creavano piccole chiese locali, che crebbero rapidamente. Il secondo grande risveglio segnò una transizione religiosa nella società americana. Molti americani della setta calvinista sottolinearono l'incapacità dell'uomo di salvare se stesso e che il loro unico modo per essere salvati era quello della grazia di Dio.
La rinascita del 1800 nella contea di Logan, in Kentucky, ebbe inizio in occasione di una normale funzione presbiteriana. Il primo campo informale iniziò a giugno, quando la gente aveva cominciato il campeggio sul terreno della Red River Meeting House. Le riunioni successive ebbero luogo presso i vicini Gasper River e Muddy River tutti e tre sotto il ministero di James McGready. Un anno dopo, un'occasione sacramentale ancora più grande si tenne presso Cane Ridge, sotto Barton Stone, attirando forse fino a 20.000 persone. Numerosi presbiteriani, battisti e ministri metodisti parteciparono ai servizi religiosi. Grazie a leader come Barton W. Stone (1772-1844) e Alexander Campbell (1788-1866), il raduno divenne un modo importante di espansione per la chiesa metodista e battista.
In Kentucky emerse la Presbyterian Church Cumberland. Cane Ridge fu anche uno strumento per promuovere quello che divenne noto come il Movimento restauratore. Questo era composto da chiese non confessionali impegnate in ciò che vedevano come l'originale, il cristianesimo fondamentale del Nuovo Testamento. Erano impegnati a ottenere il raggiungimento di un rapporto personale con Cristo. Tra le chiese con radici in questo movimento vi furono la Chiesa di Cristo, la Chiesa cristiana dei discepoli di Cristo e la Chiesa Cristiana Evangelica in Canada.

### Aderenti alle stelle

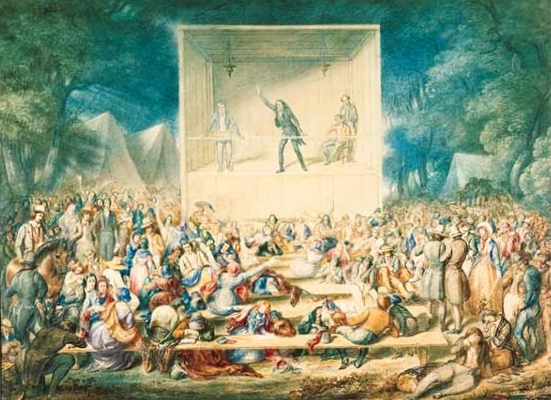
Campo di metodisti nel 1839.

I circuit riders metodisti e i predicatori locali battisti ottennero grandi risultati; in misura minore, i presbiteriani guadagnarono fedeli, in particolare con la Cumberland Presbyterian Church in aree scarsamente popolate. Di conseguenza, la composizione numerica dei battisti e metodisti aumentò rispetto a quella delle confessioni dominanti nel periodo - anglicani, presbiteriani e congregazionalisti coloniali. Tra le nuove confessioni che crescevano dal fermento religioso del secondo grande risveglio furono la Chiesa di Cristo, la Chiesa cristiana dei Discepoli di Cristo, la Chiesa cristiana avventista del settimo giorno e la Chiesa cristiana evangelica in Canada.
Le conversioni di questo periodo riguardarono prevalentemente le donne. Una fonte del 1932 stimò almeno tre convertite per ogni due maschi tra il 1798 e il 1826. I giovani (quelli sotto i 25 anni) venivano convertiti anche in numero maggiore, e furono i primi a convertirsi.

## Sottogruppi

### Avventisti
Il movimento avventista emerse tra gli anni 1830 e 1840 in nord America, e venne predicato da uomini come William Miller, i cui seguaci divennero noti come milleristi. Il nome si riferisce alla credenza del secondo avvento di Gesù (popolarmente conosciuto come seconda venuta) e sostenuto da diverse importanti confessioni religiose, tra cui la Chiesa cristiana avventista del settimo giorno e la Chiesa cristiana avventista.

### Movimento della santità
Anche se le sue radici sono nel primo grande risveglio e addirittura precedenti, una nuova enfasi sugli insegnamenti di Wesley sulla santificazione emersero durante il secondo grande risveglio, portando ad una distinzione tra metodismo principale e chiese della santità.

### Movimento di restaurazione
L'idea di ripristinare una forma "primitiva" di cristianesimo crebbe in popolarità negli Stati Uniti dopo la guerra d'indipendenza americana. Questo desiderio di ristabilire una forma più pura di cristianesimo, senza un'elaborata gerarchia, contribuì allo sviluppo di molti gruppi durante il secondo grande risveglio, tra cui quello dei mormoni, battisti e shakers. Diversi fattori resero il sentimento di restaurazione particolarmente interessante durante questo periodo:
- Agli immigrati del XIX secolo, la terra negli Stati Uniti sembrava incontaminata, edenica e senza macchia - "il luogo ideale per recuperare un puro, non corrotto e originale cristianesimo" - e le chiese europee legate alla tradizione sembravano fuori posto in questa nuova impostazione.[22]
- Una fede primitiva, basata sulla sola Bibbia, prometteva un modo di eludere le pretese concorrenti delle molte confessioni disponibili e alle congregazioni di trovare certezza di essere nel giusto, senza la sicurezza di una chiesa nazionale.[22]

Il Movimento di restaurazione ebbe inizio durante, e venne fortemente influenzato, dal secondo grande risveglio. Mentre i leader di uno dei due gruppi principali che componevano questo movimento, Thomas Campbell e Alexander Campbell, si opposero a ciò che avevano visto, come la manipolazione spirituale agli incontri, i risvegli contribuirono allo sviluppo dell'altro grande ramo, guidato da Barton W. Stone. La fase del sud del risveglio "fu una matrice importante del movimento di riforma di Barton Stone" e modellò le tecniche evangelistiche usate sia da Stone che dai Campbell.

## Cultura e società
Gli sforzi per applicare l'insegnamento cristiano alla soluzione dei problemi sociali presagivano il Vangelo sociale del tardo XIX secolo. Ai convertiti veniva insegnato che per raggiungere la salvezza di cui avevano bisogno non solo dovevano pentirsi dei peccati personali, ma che avrebbero dovuto anche lavorare per la perfezione morale della società, il che significava sradicare il peccato in tutte le sue forme. Così, i convertiti evangelici diressero una varietà di movimenti di riforma del XIX secolo.
I congregazionalisti istituirono società missionarie di evangelizzazione nel territorio occidentale della zona settentrionale. I membri di questi gruppi agivano come apostoli della fede oltre che come educatori e esponenti della cultura urbana nord-orientale. Il secondo grande risveglio servì come "processo di organizzazione" che creò "un'infrastruttura religiosa ed educativa" attraverso la frontiera occidentale, che comprendeva le reti sociali, un giornalismo religioso che forniva comunicazione di massa e scuole legate alla chiesa. Pubblicazioni e società d'istruzione promuovevano l'educazione cristiana; tra le più notevoli fu la American Bible Society, fondata nel 1816. Le donne costituivano una gran parte di queste società volontarie. La Società Missionaria femminile e l'Associazione materna, entrambe attive a Utica, New York, erano altamente organizzate e sofisticatamente finanziate dalle donne di molti dei convertiti evangelici della frontiera di New York.
C'erano anche società che avevano ampliato la loro attenzione dalle questioni religiose tradizionali a quelle più grandi della società. Queste organizzazioni furono in primo luogo sponsorizzate da donne benestanti. Esse non provenivano interamente dal secondo grande risveglio, ma la dottrina revivalista e l'aspettativa che la propria conversione avrebbe portato ad un'azione personale, accelerò il ruolo del lavoro di benevolenza sociale di queste donne. L'attivismo sociale influenzò l'abolizionismo e i gruppi sostenitori del movimento della temperanza. Iniziarono gli sforzi per riformare le prigioni e la cura dei portatori di handicap e dei malati mentali. Essi credevano nella perfettibilità delle persone ed erano altamente moralistici nei loro sforzi.

## Schiavi e africani liberi
Battisti e metodisti nel Sud predicarono allo stesso modo agli schiavisti e egli schiavi. Conversioni e congregazioni ebbero inizio con il primo grande risveglio, e conseguentemente i predicatori battisti e metodisti furono autorizzati ad operare tra gli schiavi e i liberi afro-americani più di un decennio prima del 1800. "Black Harry" Hosier, un analfabeta liberto che guidò Francis Asbury nel suo circuit of rider, dimostrò di essere in grado di memorizzare ampi passaggi della Bibbia e divenne un tramite di successo, popolare sia tra i bianchi che tra i neri. Il suo sermone alla Thomas Chapel a Chapeltown, Delaware, nel 1784, fu il primo di un predicatore nero ad una congregazione di bianchi.
Nonostante sia stato chiamato "il più grande oratore d'America" da Benjamin Rush e uno dei migliori al mondo dal vescovo Thomas Coke, gli venne più volte rinviata l'ordinazione sacerdotale e non gli fu consentita alcuna votazione durante la sua partecipazione alla Conferenza di Natale che formalmente istituì il metodismo americano. Richard Allen, l'altro partecipante nero, fu ordinato dai metodisti nel 1799, ma la sua congregazione di liberi afro-americani a Filadelfia abbandonò la chiesa per la sua discriminazione. Fondarono quindi la African Methodist Episcopal Church (AME). Dopo il primo benestare alla supervisione da parte dei vescovi metodisti, diverse congregazioni AME lasciarono per formare la prima confessione afro-americana indipendente degli Stati Uniti nel 1816. Poco dopo venne fondata l'African Methodist Episcopal Zion Church (AME Zion) a New York City.
Le prime congregazioni battiste erano costituite da schiavi e afro-americani liberi del Sud Carolina e della Virginia. Soprattutto nella Chiesa battista, gli afro-americani venivano accolti come membri e come predicatori. Con il XIX secolo, le congregazioni indipendenti di afro-americani erano presenti, in diverse centinaia, in alcune città del Sud, come ad esempio Charleston, Richmond e Petersburg. Con la crescita di congregazioni e chiese, associazioni battiste si costituirono in Virginia, in Kentucky e altri stati.
Il risveglio ispirò anche gli schiavi a chiedere la libertà. Nel 1800, nel corso di alcuni incontri di risveglio afro-americani in Virginia, venne elaborato, da parte di Gabriel Prosser, un piano per la ribellione degli schiavi, anche se venne scoperto e represso prima che iniziasse. Nonostante tentativi, da parte di bianchi, di controllare le congregazioni afro-americane indipendenti, soprattutto dopo la rivolta Nat Turner del 1831, un certo numero di congregazioni afro-americane riuscì a mantenere l'indipendenza in associazioni di battisti. Legislature statali approvarono leggi che richiedevano che ci fosse sempre un uomo bianco presente alle loro riunioni di culto.

## Donne
Le donne, che erano state la maggior parte dei convertiti durante il risveglio, giocarono un ruolo cruciale nel suo sviluppo e messa a fuoco. Non è chiaro il motivo per cui le donne si convertirono in numero maggiore rispetto agli uomini. Varie teorie scientifiche attribuiscono la discrepanza ad una reazione al peccato percepita come leggerezza giovanile, ad un maggior senso intrinseco della religiosità nelle donne, ad una reazione comune di insicurezza economica o ad una affermazione del sé di fronte al dominio patriarcale. I mariti, soprattutto al Sud, a volte disapprovavano la conversione delle loro mogli, costringendole a scegliere tra la sottomissione a Dio o ai loro coniugi. L'appartenenza alla Chiesa e l'attività religiosa diedero alle donne sostegno tra pari e il luogo per un'attività significativa al di fuori della casa, fornendo loro un'identità comune ed esperienze condivise.

Nonostante la predominanza delle donne nel movimento, esse non erano state formalmente indottrinate né ottennero posizioni di comando. Tuttavia, ebbero altri ruoli pubblici; per esempio, di testimonianza sulla loro esperienza di conversione, o nell'aiutare i peccatori (sia maschi che femmine) attraverso il processo della conversione. Leader come Charles Finney videro la preghiera pubblica delle donne come un aspetto cruciale nella preparazione di una comunità al risveglio e per migliorare la loro efficacia nella conversione. Le donne ebbero anche un ruolo cruciale nella conversione e l'educazione religiosa dei bambini. Durante il periodo della rinascita, le madri furono viste come il fondamento morale e spirituale della famiglia, e quindi ebbero il compito di istruire i figli in materia di religione ed etica.
Il più grande cambiamento di ruolo delle donne derivava dalla partecipazione alle società missionarie e di riforma recentemente formalizzate. Gruppi di preghiera di donne furono una forma precoce e socialmente accettabile di organizzazione femminile. Attraverso le loro posizioni in queste organizzazioni, le donne guadagnarono influenza esterna nella sfera privata.
Anche i cambiamenti demografici di genere colpirono la dottrina religiosa. Nel tentativo di fare prediche che risuonassero con la congregazione, i ministri sottolinearono l'umiltà e il perdono di Cristo, in quella che la storica Barbara Welter chiama una "femminilizzazione" del cristianesimo.

## Figure rilevanti
- Richard Allen, fondatore dell'African Methodist Episcopal Church
- Francis Asbury, metodista, circuit rider e fondatore dell'American Methodism
- Henry Ward Beecher, presbiteriano
- Lyman Beecher, presbiteriano, suo padre
- Antoinette Brown Blackwell, congregazionalista e quindi unitariana, prima donna sacerdote negli Stati Uniti d'America
- Alexander Campbell, presbiteriano, e tra i primi capi del Restoration Movement
- Thomas Campbell presbiteriano e poi tra i primi capi del Restoration Movement
- Peter Cartwright, metodista
- Lorenzo Dow, metodistas
- Timothy Dwight IV, congregazionalista
- Charles Finney, presbiteriano e anti calvinista
- "Black Harry" Hosier, metodista, primo afro-americano a predicare ad una congregazione di bianchi
- Ann Lee, shakers
- Jarena Lee, metodista, dona dei circuit rider
- Robert Matthews, seguace di Matteo il Profeta
- William Miller, millenarista, e precursore dell'Avventismo
- Asahel Nettleton, chiesa riformata
- Benjamin Randall, battista
- Barton Stone, presbiteriano non calvinista, poi tra i primi capi del Restoration Movement
- Nathaniel William Taylor, calvinista eterodosso
- Ellen G. White, chiesa dei santi del settimo giorno
- Joseph Smith, Chiesa di Gesù Cristo e dei Santi degli Ultimi Giorni

## Implicazioni politiche
Risvegli e speranze perfezioniste degli individui e della società, continuarono ad aumentare, nel periodo 1840-1865, in tutte le principali confessioni, soprattutto nelle aree urbane. Gli evangelisti spesso si indirizzarono su questioni come la schiavitù, l'avidità e la povertà, ponendo le basi per movimenti di riforma successivi. L'influenza del risveglio continuò sotto forma di nuovi movimenti laici. Nel bel mezzo di cambiamenti nella teologia e nel governo della Chiesa, i cristiani americani diedero vita a movimenti progressisti per riformare la società. Conosciuta comunemente come "riforma religiosa di anteguerra", questo fenomeno comprese riforme contro il consumo di alcol, per i diritti delle donne, per l'abolizione della schiavitù e per una moltitudine di altre questioni affrontate dalla società.
L'entusiasmo religioso del secondo grande risveglio fece eco al nuovo entusiasmo politico del Second Party System. Una maggiore partecipazione in politica, da più segmenti della popolazione, portò le questioni religiose e morali nella sfera politica. Lo spirito delle riforme umanitarie evangeliche entrò nel partito Whig.
Gli storici sottolineano la comune comprensione, tra i partecipanti alla riforma, come parte del piano di Dio. Di conseguenza, le chiese locali videro il loro ruolo nella società nel purificare il mondo attraverso gli individui ai quali avrebbero potuto portare la salvezza, e attraverso i cambiamenti nella legge e la creazione di istituzioni. L'interesse di trasformare il mondo venne applicato all'azione politica principale, dagli attivisti per la temperanza, dagli anti schiavisti e dai sostenitori di altre riforme che cercarono di attuare le loro credenze nella politica nazionale. Mentre la religione protestante in precedenza aveva svolto un ruolo importante sulla scena politica americana, il secondo grande risveglio rafforzò il ruolo che avrebbe giocato.

### Storiografia
- Conforti, Joseph. "The Invention of the Great Awakening, 1795–1842". Early American Literature (1991): 99–118. JSTOR 25056853.
- Griffin, Clifford S. "Religious Benevolence as Social Control, 1815–1860", The Mississippi Valley Historical Review, (1957) 44#3 pp. 423–444. JSTOR 1887019.
- Mathews, Donald G. "The Second Great Awakening as an organizing process, 1780–1830: An hypothesis". American Quarterly (1969): 23–43. JSTOR 2710771.
- Shiels, Richard D. "The Second Great Awakening in Connecticut: Critique of the Traditional Interpretation", Church History 49 (1980): 401–415. JSTOR 3164815.
- Varel, David A. "The Historiography of the Second Great Awakening and the Problem of Historical Causation, 1945–2005". Madison Historical Review (2014) 8#4 online